# Camponotus scabrinodis
Camponotus scabrinodis är en myrart som beskrevs av Arnold 1924. Camponotus scabrinodis ingår i släktet hästmyror, och familjen myror. Inga underarter finns listade.